# Замък Чоха
Замъкът Чоха (на полски: Zamek Czocha) е замък, построен с отбранителна цел, разположен край Суха (Чоха), община Лешно, до Лешненския язовир на река Квиса в полската част на Горни Лужице. Първоначалното му наименование най-вероятно е било Чайкув (1329: castrum Caychow), а до 1945 Tzschocha.
Замъкът е построен върху метаморфни скали (гнайс). Най-старата му част е разположена до двете главни порти (по-старата долна порта и по-новата горна порта) и представлява кула, около която по-късно е построена жилищната част. От самата жилищна част най-стар е северният фрагмент.

## История на замъка
Създаден като отбранителна крепост на силезийско-лужишката граница, замъкът е построен в периода 1241 – 1247 по заповед на чешкия крал Вацлав I Пшемисъл. През 1253 г. е предаден във владение на епископ фон Вайзенов (по това време Лужице принадлежат на чешката корона).
През 1319 г. замъкът, заедно с принадлежащите му земи, става зестра и се превръща в част от Яворското княжество, чийто владетел е Хенрик I Яворски. След смъртта на последния през 1346 г. замъкът, заедно с цялото княжество, преминава във владение на Болек I Малки. След смъртта на неговата вдовица – княгиня Агнешка Хабсбург, отново става притежание на чешката корона. От 1389 – 1453 е част от владенията на рицарите от родовете фон Дон и фон Клюкс. В периода 1451 − 1700 г. замъкът е собственост на лужишкия род фон Ностиц. В началото на XV безуспешно е обсаждан от хуситите, докато през 1427 г. в отсъствието на собственика му е завладян от войските на Чирнин, отблъснати обаче малко след това.
Замъкът е споменат с полското му наименование Чоха в книгата със заглавие „Krótki rys jeografii Szląska dla nauki początkowej“, издадена в Глодувек през 1847 г., където учителят и писател Йозеф Ломпа отбелязва, че по онова време това е един „опустошен замък“.
През 1909 г. замъкът е купен от дрезденския производител на тютюневи изделия (пури) Ернст Гутшоу, който плаща за него 1,5 милиона марки. Преустройството му продължава до 1912 г. и е реализирано по проект на известния берлински архитект Бодо Ебхарт, като е запазен видът, в който е изобразен на гравюра от 1703 г. При преустройството на замъка обаче все пак са унищожени някои от най-старите части на комплекса. Ернст Гутшоу поддържа добри отношения с царския двор, а след революцията с руските емигранти, от които купува предмети с висока художествена стойност. Живее в замъка до март 1945 г. Напускайки замъка, оставя най-ценните предмети и обзавеждането му. Смята се, че по време на Втората световна война в замъка се помещава шифрова школа Abwehr, но няма никакви доказателства за това.
След Втората световна война замъкът има нелека съдба. Многократно бива ограбван, както от руснаци, така и от местни вандали. Част от библиографската му колекция в рамките ревандикационна акция е закарана във Вроцлав. Била е популярна сензационната теза, че на 1 февруари 1946 г. кражба извършва кметът на Лешно, Кажимеж Лех, заедно с Кристина фон Саурма, библиотекарка на замъка, която открива тайника на замъка, натоварва пълен камион с имущество (кралските инсигнии на Романови, 60 бюста на руски царе, 100 икони, порцеланови сервизи, бижута, картини) и успява да достигне с него до американската окупационна зона. През последните години тази теза е опровергана, тъй като иконите се оказват в склад за ревандикирани вещи в Йеленя Гура и оттам са откарани във Варшава. След това за кратко в замъка живеят бежанци от Гърция, които отглеждат животни в рицарската зала, допринасяйки по този начин за пълното унищожаване на владението. От 1952 г. в замъка се помещава Военен почивен дом и по тази причина той не може да бъде открит на картата. От септември 1996 г. замъкът е публично достъпен като хотелски и конферентен център.

## Филми
Постройките на замъка са използвани при снимките на филмите: Gdzie jest generał? (Къде е генералът), Dolina szczęścia (Долината на щастието), Wiedźmin (Вещерът – полски филм от 2001 г.), Legenda (Легенда), Poza Lasem Sherwood (Извън Шеруудската гора, Beyond Sherwood Forest), Fabryka Zła (Фабрика на злото) и сериалите: Tajemnica twierdzy szyfrów (Тайната на крепостта на шифрите), Dwa światy (Два свята, Spellbinder), Święta wojna i Pierwsza miłość (Свещената война и първата любов).